# SN 2003ij
SN 2003ij – supernowa typu Ia odkryta 25 września 2003 roku w galaktyce UGC 3336. W momencie odkrycia miała maksymalną jasność 18,30m.